# تیمچه سرباز
تیمچه سرباز مربوط به دوره صفوی - دوره قاجار است و در شهرستان قزوین واقع شده و این اثر در تاریخ ۲ شهریور ۱۳۷۸ با شمارهٔ ثبت ۲۴۰۸ به‌عنوان یکی از آثار ملی ایران به ثبت رسیده است.